# Локвіш
Локвіш (нім. Lockwisch) — громада в Німеччині, розташована в землі Мекленбург-Передня Померанія. Входить до складу району Північно-Західний Мекленбург. Складова частина об'єднання громад Шенбергер-Ланд.
Площа — 13,91 км2. Населення становить Невірний параметр metadata 13 074 045 ос. (станом на 31 грудня 2020).

## Галерея

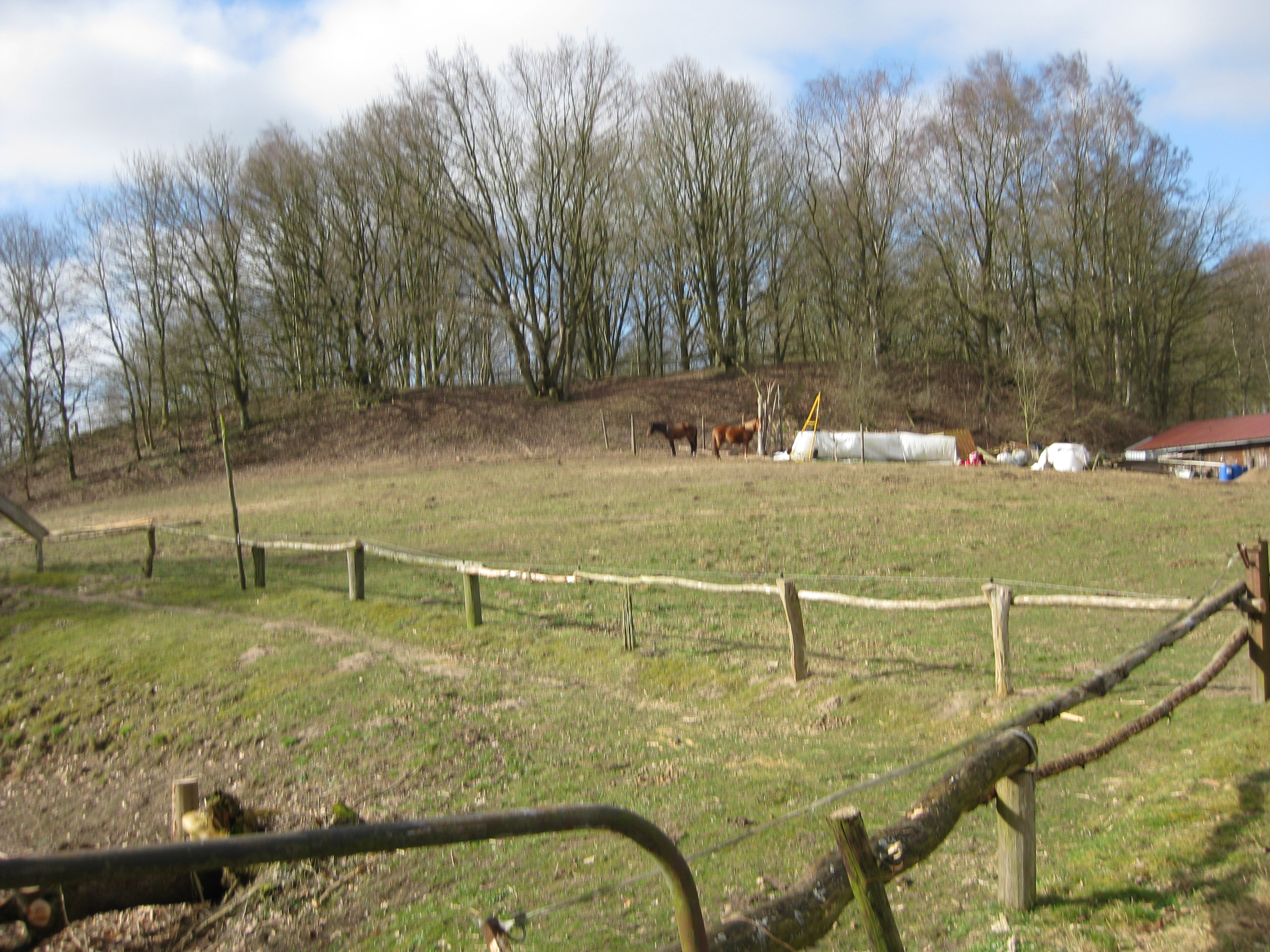